# Eptesicus taddeii
Eptesicus taddeii es una especie de murciélago de familia Vespertilionidae.Es endémica de la Mata Atlántica en el sur de Brasil.
Mide aproximadamente 120 mm de longitud. Es muy parecido a Eptesicus brasiliensis pero pueden distinguirse de esa especie por un aspecto más robusto, color rojizo, orejas redondeadas y un cráneo algo más grande y elongado.
El nombre que recibió fue puesto en honor del zoólogo brasileño Valdir Antônio Taddei.